# 加藤重徳
加藤 重徳（かとう しげのり）は、戦国時代から江戸時代前期にかけての武将。通称は又左衛門（またざえもん）。

## 生涯
摂津国伊丹（伊丹市周辺）の豪族・伊丹播磨守康勝の子として誕生した。
伊丹氏は代々室町幕府の側近衆として仕え、細川藤孝、和田惟政、三淵藤英、塩河国満、茨木氏、森本氏、などが親族同盟を結び、伊丹城を持っていた。中でも重徳は「伊丹城に重徳有り」と畿内で知略勇猛大剛の士として名を馳せていた。伊丹親興を中心に将軍・足利義輝に仕え、第15代将軍・足利義昭の側近衆として仕えたが、のちに義昭が織田信長により追放されると、信長より摂津国を任された荒木村重に属した。
天正6年（1578年）10月、三木合戦で織田氏家臣・羽柴秀吉軍に加わっていた村重は有岡城（伊丹城改め）にて突如、信長に対して反旗を翻す（有岡城の戦い）。これに対し秀吉は村重と旧知の仲でもある小寺孝隆（官兵衛、のちの黒田孝高）を使者として有岡城に派遣し翻意を促したが、村重は孝高を拘束し土牢に監禁した。1年後の天正7年（1579年）10月19日に有岡城が落城するまでの孝隆の牢番を務め、その世話をよくしていたのが重徳と伊丹、加藤一門であるとされている。有岡城開城の際には、救出に来た孝隆家臣の栗山利安らとともに孝隆を牢より救出し、荒木とともに滅亡を覚悟した重徳は幼い次男の玉松らを孝隆に託した。玉松は孝隆（孝高）の姫路城で養子となり、のちに黒田姓を与えられ黒田一成と名乗っている。
一方、重徳はその後、長男の吉成を連れて、宇喜多直家・秀家、小西行長の順に仕え、慶長5年（1600年）の関ヶ原の戦いで行長が敗れ処刑されると浪人の身となったが、一成が主君・黒田長政（孝高の子）に願い出たこともあって、福岡藩に迎えられ、前述の孝高を地下牢から救出した功により、長男・吉成の家系は代々中老職に列せられることとなった。
晩年は禅門に入り、聖福寺の浄地に庵を建て、そこで過ごした。慶長7年（1602年）3月22日に死去。長男・吉成と次男・一成はその庵室に塔頭節信院を建立して加藤家の菩提寺とした。

## 逸話
福岡藩に招かれた重徳は筥崎宮の近くに隠居していたとされ、ある日黒田孝高・長政親子が筥崎宮に参拝に来ている事を知り、自宅で栽培していた生姜を持って筥崎宮へ向かった。そして有岡城以来の再会を果たした重徳は孝高に葉が付いたままの新生姜を献上し、二人は再会を喜び、時を忘れて語り合ったとされている。この逸話がきっかけとなり、新生姜が博多三大祭りの一つである筥崎宮の放生会の名物となったという説がある。

## 登場する作品
- 軍師官兵衛 - （2014年NHK大河ドラマ、加藤又左衛門役、演：浜田学）
- 播磨灘物語 - （司馬遼太郎）